# Chatrč (román)

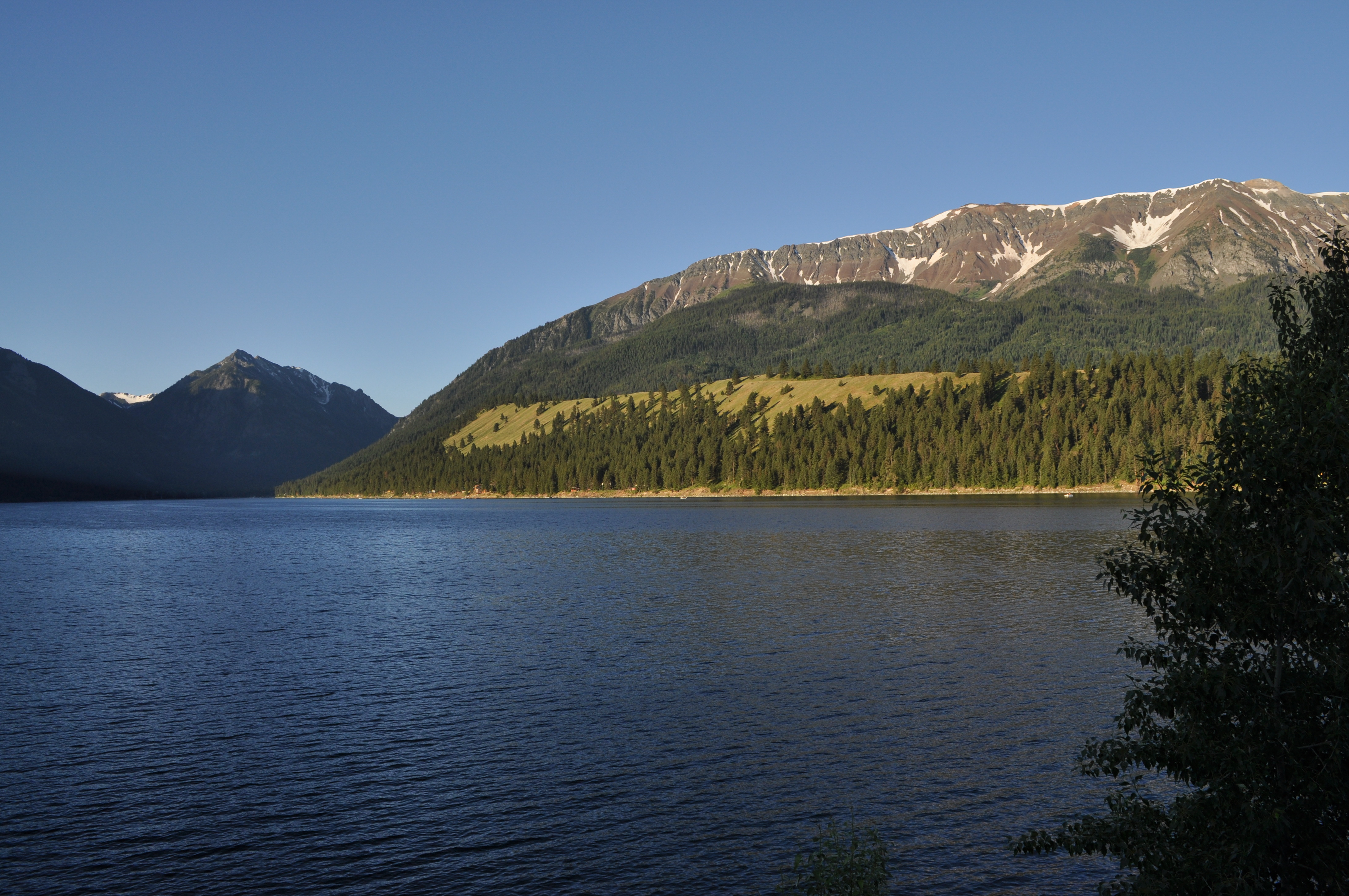
Jezero Wallowa, u kterého se odehrává část děje

Chatrč (anglicky The Shack) je křesťanský román kanadského spisovatele Williama Paula Younga. Young původně knihu napsal jako vánoční dárek pro svých šest dětí a několik přátel v roce 2005. Po svém prvním vydání v roce 2007 se 70 týdnů držela v čele seznamu bestselerů deníku The New York Times. Do roku 2010 se prodalo 7 milionů výtisků a byla přeložena do 35 jazyků. V roce 2009 vyšla česky v nakladatelství Knižní klub v překladu Šárky Kadlecové. V roce 2015 ji nakladatelství OneHotBook vydalo jako audioknihu načtenou Igorem Barešem.
Hlavní postavou je Mackenzie Allen Phillips, který se ve staré chatrči vyrovnává se ztrátou své dcery Missy. Děj se odehrává nedaleko jezera Wallowa v severovýchodním Oregonu. V Oregonu také žije autor této knihy.
V roce 2017 byl román zfilmován s náklady 20 milionů dolarů a tržbami 96,9 milionů. Režisérem byl Stuart Hazeldine. Film byl kritiky přijat negativně, na agregátoru Rotten Tomatoes získal ze 72 recenzí výsledné hodnocení 21%. Řada křesťanů jej chválí, zatímco jiní kritizují některá místa jako odporující Bibli.